# کاروانسرای شاه‌عباسی (ماهیدشت)
کاروانسرای شاه عباسی ماهیدشت کاروانسرایی مربوط به دوره صفوی است که در در شهر رباط (رباط ماهیدشت) در استان کرمانشاه واقع شده‌است. کاروانسرای ماهیدشت یکی از سه کاروانسرای شاه عباسی استان کرمانشاه به‌شمار می‌آید.

## موقعیت
کاروانسرای عباسی ماهیدشت در شهر رباط (رباط ماهیدشت) در شهرستان کرمانشاه در مسیر بزرگراه ۲ آسیا و در ۳۰ کیلومتری شهر کرمانشاه واقع شده‌است.
مکان کاروانسرا در شمال شرق دشت ماهیدشت قرار دارد.

## قدمت
کاروانسرای ماهیدشت متعلق به دوره صفویه است و احتمالاً در زمان شاه عباس دوم بنا شده، اما در سال ۱۲۷۵ قمری (۱۲۳۷ خورشیدی و ۱۸۵۸ میلادی) هنگام سلطنت ناصرالدین‌شاه به فرمان میرزا آقاخان نوری بازسازی و مرمت شده‌است.. در تعمیرات دورهٔ قاجار، پشت بندهایی در دیوارهای خارجی بنا احداث شده که امروزه برداشته شده‌است. لازم است ذکر شود که در پی این کاروانسرا، از سنگ‌های حجاری شدهٔ دورهٔ ساسانیان استفاده شده که احتمالاً از بناهای تاریخی اطراف آورده شده‌است.

## ویژگی‌های بنا
شکل کاروانسرا مربع و ابعاد آن ۷۰×۷۰ متر و به صورت چهار ایوانی است. طرفین ورودی بنا با ده طاق‌نما تزئین شده‌است. حیاط مرکزی بنا نیز به صورت مربع و در اطراف آن اتاق‌های متعدد و در پشت اتاق‌ها چند اصطبل ساخته شده‌است. پی بنا از سنگ‌های حجاری شدهٔ عصر ساسانی و بقیهٔ ساختمان از آجر و گچ است.
مساحت کاروانسرا ۴ هزار و ۵۰۰ مترمربع است. ۴ سالن، ۳۳ حجره و ۳ قسمت شاه‌نشین در پیرامون محوطهٔ مرکزی کاروانسرا قرار دارد.
نمای ایوان‌های جبهه‌های شمالی و شرقی و غربی اندکی از نمای طرفین خود بالاتر است. به همین دلیل رخ‌بام این سه جبهه تقریباً فراز و فرودی ندارد. در جبههٔ چهارم، ورودی بنا حضور چشمگیری دارد. گرداگرد بنا اسطبل است، اما حجره‌های بزرگ پشت ایوان‌ها آن را به چهار بخش مجزا تقسیم کرده‌است. راه ورود به اسطبل‌ها از دو طاق‌نمای انتهایی ضلع شرقی و طاق‌نمای انتهای غربی دو ضلع شمالی و جنوبی است. در هر یک از این ورودی‌ها، حجره‌ای مجزا برای چهارپاداران تعبیه شده‌است.
ورودی کاروانسرای ماهیدشت که در میانهٔ جبههٔ جنوبی بنا قرار دارد، از سردر و هشتی و غرفه‌ها و حجره‌های پیرامون آن تشکیل شده و مرتفع‌ترین بخش بناست. سردر مرتفع بنا با دو طاق‌نمای طرفین اندکی از سطح نمای خارجی پیش آمده‌است. از طریق ایجاد طاق‌نما در بخش بیرونی این ضلع بر اهمیت جبههٔ ورودی نسبت به دیگر جبهه‌ها تأکید شده‌است. سقف هشتی رسمی‌بندی زیبا رسمی‌بندی شده‌است و فضای وسیع و مرتفعی دارد که غرفه‌ها و حجره‌هایی دو طبقه بر آن مشرف‌اند. هشتی مستقیماً به ایوان جنوبی حیاط راه می‌یابد که دو طبقه است و در میانهٔ این ضلع واقع شده‌است. در طرفین این ایوان دو ایوانچهٔ دو طبقه ساخته شده که به تناسب نمای ورودی کمک کرده‌است.

## مرمت و احیای کاروانسرا
کاروانسرای ماهیدشت تا پیش از سال ۱۳۹۳ در اختیار ادارهٔ میراث فرهنگی قرار داشت. در آبان سال ۱۳۹۴ کاروانسرا در اختیار کانون جهانگردی و اتومبیلرانی جمهوری اسلامی ایران قرار گرفت و قرار شد این کانون متولی احیای کاروانسرا باشد. قرار است این کاروانسرا به بزرگترین مجتمع گردشگری و پذیرایی غرب کشور تبدیل شود. گفته‌شد که اتاق‌های کاروانسرا برای اقامت مسافران و زائران تجهیز شده و حجره‌های اقامتی آن به ۱۴ چشمهٔ حمام و ۱۴ چشمهٔ سرویس بهداشتی مجهز شده‌اند و در بخش شاه‌نشین نیز تجهیزات هتلینگ برای مسافران و زائران پیش‌بینی شده و همچنین در محوطهٔ کاروانسرا یک سفره‌خانه ایجاد شده‌است. با این وجود در بهمن ۱۴۰۱ اعلام شد که کاروانسرای شاه‌عباسی ماهیدشت به حال خود رها شده و به لانۀ کبوترها تبدیل شده‌است.
در ۲۸ مهر ۱۴۰۳ اعلام شد که کاروانسرای ماهیدشت پس از چندین سال رهاشدگی و بلاتکلیفی از سوی صندوق احیاء و بهره‌برداری از اماکن تاریخی کشور طی مزایده‌ای به مدت ۲۰ سال به «شرکت توسعۀ گردشگری استان کرمانشاه» واگذار شده و این شرکت قرار است پس از مرمت، کاربری آن را به امور فرهنگی، اقامتی و پذیرایی تغییر دهد. در ۲۷ آبان ۱۴۰۳ مدیرعامل شرکت توسعه گردشگری استان کرمانشاه اعلام کرد روند اداری لازم برای احیاء و مرمت کاروانسرا و تبدیل آن به یک هتل در حال طی‌شدن است. در ۲۷ فروردین ۱۴۰۴ مدیرعامل شرکت توسعه گردشگری کرمانشاه از پایان مطالعات این پروژه طی یک تا دو ماه آینده و کار مرمت و احیاء آن بین شش ماه تا یک سال خبر داد و گفت شرکت توسعه گردشگری از زمان افتتاح این پروژه به مدت ۲۰ سال بهره‌بردار آن خواهد بود.